# Liste des accidents ferroviaires en Belgique au XXe siècle
Pour un article plus général, voir Liste des accidents ferroviaires en Belgique.
Cet article présente une liste des accidents ferroviaires en Belgique au XXe siècle.

## Années 1900

### 1903
- 1er juillet 1903 : Schaerbeek (Ligne 25), à 11 h 45 du matin, sous le pont Teichmann, à Schaerbeek, le train express 238 mis en service chaque mercredi pour les voyageurs anversois désireux de se rendre à la Bourse de Bruxelles est pris en écharpe par un train de marchandises. Le train de voyageurs est littéralement coupé en deux. La plupart des occupants des trois dernières voitures sont blessés. Deux d'entre eux doivent subir une amputation des deux jambes.(26 blessés - L'Indépendance Belge va jusqu'à citer le nombre d'une soixantaine de blessés)[1],[2],[3].

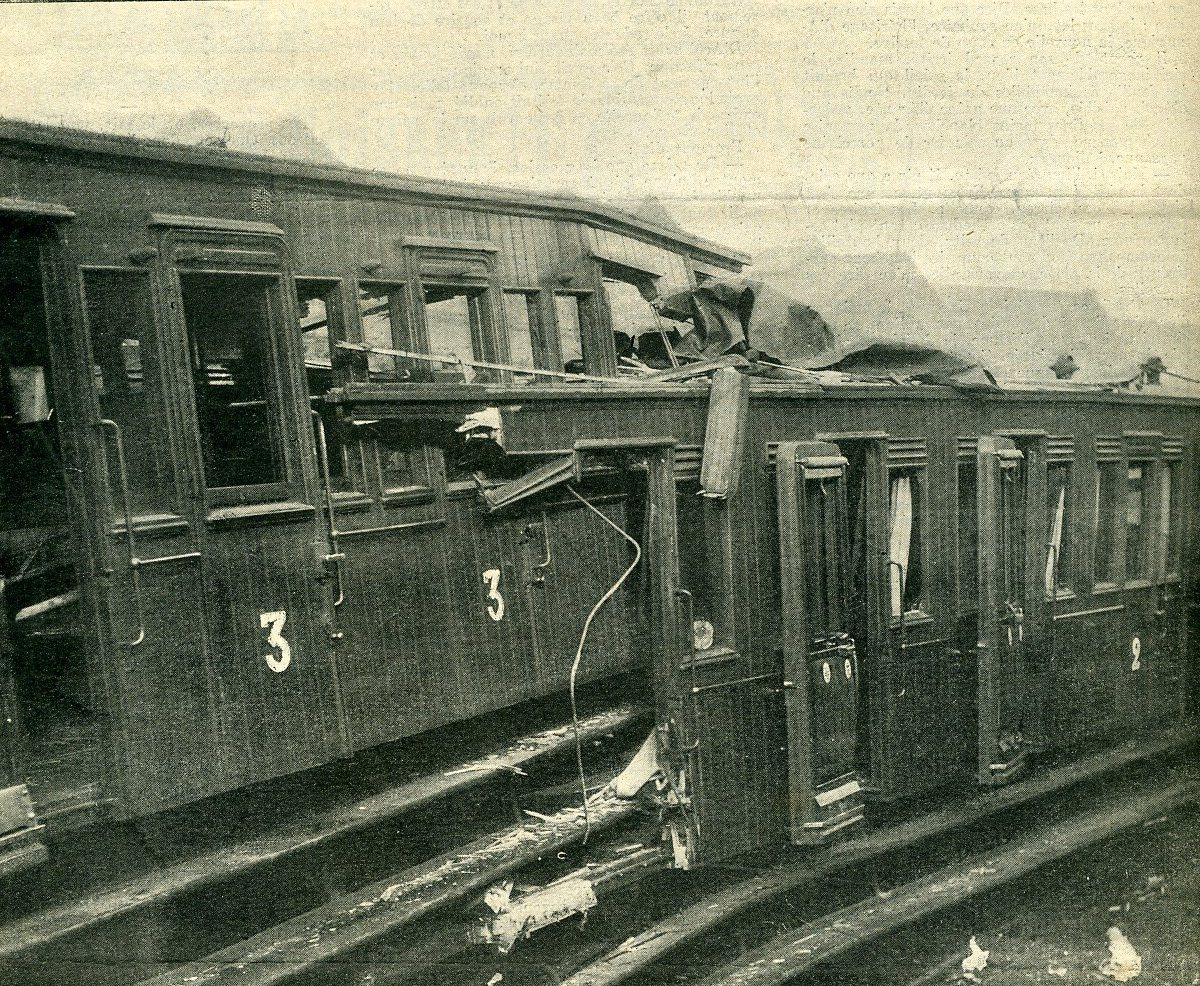
Les voitures GCI (en bois) impliquées dans l'accident de Schaerbeek de 1904.

### 1904
- 15 février 1904 : Schaerbeek (Ligne 25), à 8 h 20 du matin, non loin du passage à niveau de la rue Rogier, une rupture d'attelage se produit entre les voitures de luxe (première classe) et celles de la suite du train no 304 venant d'Anvers. Deux voitures (l'une de seconde, l'autre de troisième classe) restent immobilisées sur la voie et sont violemment percutées par le train 3016 venant d'Ostende. La voiture de seconde classe s'encastre dans celle de troisième. On dénombre deux morts (deux écoliers de 12 et 13 ans originaires de Vilvorde) et 19 blessés, dont 7 graves[4],[5],[6].

### 1906
- 30 juillet 1906 : Solre-sur-Sambre (Ligne 130), un attentat criminel est commis par des "anarchistes Russes" sur le train rapide 127 Paris - Berlin - Moscou. Un rail aurait été retiré sur un passage en talus. La locomotive et le premier fourgon ont dévalé ce dernier, le chauffeur, Henry Gigot, est décédé. Le machiniste est grièvement blessé. Trois voitures ont déraillé mais sont restées dans l'axe de la voie[7]. La tombe du chauffeur est toujours visible (2025) au cimetière de la Diguette à Angleur (Liège).

### 1908
- 21 mai 1908 : Kontich (gare des casernes – Ligne 25), des travaux de signalisation débutent afin d'augmenter la vitesse maximale admise dans cette gare de bifurcation. À l'heure de pointe du matin, les agents de la cabine d'aiguillages et de signalisation ont fort à faire car la gare voit passer quelque six trains en un quart d'heure. Après l'arrivée d'un premier train, retardé, le signaleur rouvre le signal d'entrée en ayant omis de basculer l'aiguille vers une autre voie. À cause des travaux, les sécurités qui empêchent habituellement cette manœuvre sont inactives. Le second train entre donc en gare à environ 60 km/h et emboutit les quatre dernières voitures du train précédent qui stationne à quai. Le conducteur avait eu le temps de freiner, mais pas de couper la vapeur. On dénombre 41 morts et plus de 300 blessés. Le jugement fera notamment état d'un problème de communication entre le signaleur (néerlandophone) et le chef de chantier (francophone)[8].

## Années 1920

### 1929
- 17 avril 1929 : Hal (Ligne 96), un « train postal » Paris – Bruxelles est littéralement coupé en deux après avoir percuté un convoi de marchandises Bruxelles – Enghien qui cisaillait les voies de la ligne vers Paris. Le conducteur du direct, fort retardé par les conditions météo, n'aurait pas vu le signal d'entrée qui imposait l'arrêt. Le train prit rapidement feu, et le travail des secours fut rendu difficile par la locomotive qui termina sa course sur la rue qui mène à la gare. On dénombre 11 morts et 49 blessés. Il s'agit en majorité de postiers qui triaient le courrier dans le fourgon postal placé derrière la locomotive. Le conducteur fautif, qui avait été éjecté de sa locomotive et était seulement blessé, fut rapidement transféré vers l'aile médicale de la prison de Forest[9].
- 19 juin 1929 : Grammont (Viane-Moerbeke – ligne 123), vers 5 h 10 du matin, un train Gand – Enghien – Erquelinnes entre en collision avec une locomotive qui venait de dérailler sur l'autre voie. Le train est rempli de mineurs qui rejoignent le bassin minier carolo. C'est parmi les voitures de troisième classe, placées juste derrière la locomotive, que l'on dénombre le plus de victimes : 9 morts et une vingtaine de blessés graves[10].
- 10 décembre 1929 : Namur (Ligne 161), le semi direct Schaerbeek – Arlon déraille à l'entrée de la gare et emboutit un autre convoi à 7 h. La machiniste n'avait pas pu ralentir suffisamment, probablement parce qu'il avait freiné trop progressivement et provoqué un épuisement des réservoirs auxiliaires des freins. 10 morts et une septantaine de blessés[11],[12].

## Années 1930

### 1931
- 3 décembre 1931 : Wavre-Sainte-Catherine (Ligne 25), collision entre deux trains rapides (Anvers – Lille et Bruxelles – Anvers). Trois morts et 23 blessés graves.

### 1939
- 31 août 1939 : Liège (Ligne 43), la foudre s'abat sur le pont-rails du Val-Benoît qui a été miné en vue de sa destruction dans le cas d'une invasion allemande. Les charges explosives sautent et le pont s'effondre dans la Meuse. Quelques instants plus tard, un train Liège – Luxembourg (ville) arrive à pleine vitesse et est précipité dans le fleuve. On dénombre 12 victimes (dont la moitié seront repêchées en aval) et plus de quatre-vingts blessés.

## Années 1940

### 1940
- 10 novembre 1940 : Namur (Ligne 162), on dénombre plusieurs accidents durant la Seconde Guerre mondiale, liés indirectement au conflit. 3 morts pour celui-ci. Un de ces accidents est la perte de wagons par un convoi de l'armée américaine à hauteur de Dave-Saint-Martin (Namur), le convoi suivant n'a pu l'éviter.
- 14 novembre 1940 : Diegem (Ligne 36), un train en provenance de Tirlemont emboutit un autre convoi arrêté à quai. 21 morts et 79 blessés[13].

### 1941
- 3 janvier 1941 : Villers-la-Tour (Ligne 156), vers 20 h 25, un train de voyageurs venant de Chimay tamponna, à la suite d'une erreur d'aiguillage, un convoi à l'arrêt en gare de Villers-la-Tour et chargé de 1 200 tonnes de pièces de fer destinées à la construction d'un pont à Revin. L'accident fit huit victimes dont le chef-garde de Chimay, 14 blessés graves et 12 légers. Le sauvetage dut se faire dans le noir à cause du couvre-feu en vigueur et sous une température glaciale[14].

### 1942
- 9 janvier 1942 : Saint-Denis - Bovesse (Ligne 161) 7 morts. L'express venant de Bruxelles a embouti la voiture de queue du train omnibus arrêté en gare de St Denis-Bovesse. L'accident a été attribué à une défaillance de la signalisation « dite excentrique » attribuée au gel de la nuit.[réf. nécessaire]

### 1943
- 30 novembre 1943 : Denderleeuw (Ligne 50) 7 morts.[réf. nécessaire]
- 3 décembre 1943 : Lisp (Lier – lignes 15/16), le train 2002 Herentals – Schaerbeek, qui transporte notamment des ouvriers de la visserie de Haren-Buda emboutit le train 4293 Aarschot – Anvers arrêté à un signal. En raison des règles de séparations édictées par l'occupant, les premières voitures du train (la 3e classe) étaient remplies de jeunes filles alors que la dernière voiture du train tamponné était plein d'abonnés masculins. Il y eut 24 morts et 63 blessés et bien qu'il n'y ait pas eu d'explication officielle, une erreur humaine liée à la signalisation serait à l'origine du drame[15].

### 1947
- 4 octobre 1947 : collision de Meix-devant-Virton. En amont, un train de marchandises Latour - Merelbeke se trouve juste avant la gare de Saint-Vincent-Bellefontaine, au sommet d'une très forte rampe (16 pour mille) qui part de Virton. Ce train doit manœuvrer sur une voie de garage de la gare afin de céder le passage à un omnibus assuré par un autorail Brossel, mais est immobilisé à cause de problèmes d'aiguillages. Durant cet intervalle, la pression de la conduite d'air chute dangereusement et une rupture d'attelage se produisit lorsque lors d'un léger recul au moment du démarrage. Le fourgon de queue et 20 wagons chargés de fer et de poutrelles ont dévalé la pente en direction de Meix-devant-Virton (où se trouvait le train de voyageurs) alors que le serre-freins du fourgon de queue essayait sans succès de freiner la rame à la dérive (la pression de la conduite était insuffisante). En voyant passer la rame de wagons, à près de 100 km/h, le signaleur en poste dans la petite halte de Lahage avertit immédiatement son collègue de la gare de Meix-devant-Virton, alors que l'autorail s’apprêtait à démarrer. Celui-ci tenta, en vain de rattraper l'autorail qui percuta la rame de wagons quelques centaines de mètres plus loin. Sous le choc, l'autorail de 22 tonnes fut poussé par la rame de wagons et revint percuter le bâtiment de la gare tandis que les wagons de marchandises s'empilèrent tout autour. L'accident fit 5 victimes, dont le conducteur, parmi les occupants de l'autorail. Ceux du fourgon et de la gare eurent la vie sauve[16]. Le conducteur de l'autorail, Fernand Lassence, fut décoré à titre posthume pour être resté à son poste tout en immobilisant l'autorail, ce qui a permis à deux de ses occupants de sauter avant l'impact.

## Années 1950

### 1953
- 26 septembre 1953 : Jemeppe-sur-Sambre (Ligne 130), un train omnibus Namur – Charleroi, composé de voitures GCI en bois et fréquenté par des ouvriers et écoliers, est victime d'une rupture d'attelage. Le personnel se décide de faire manœuvrer la locomotive afin de garer la voiture avariée, laissant le reste de la rame à quai. Le train suivant, un semi-direct reliant Liège à Tournai vint emboutir cette rame, détruisant la dernière voiture. On établit qu'un problème de communication induisit l'agent de signalisation en erreur, le train tamponneur se présenta donc face à un feu vert, et l'épais brouillard ne permit pas à son conducteur d'anticiper un freinage d'urgence. Le chef de gare (qui ne s'assura pas que tout était mis en œuvre pour sécuriser la manœuvre) et le signaleur (qui, en raison du brouillard, ne pouvait voir la situation mais ne fit rien pour s'assurer de sa sécurisation) furent condamnés avec des circonstances atténuantes. La SNCB avait conclu des transactions avec la plupart des victimes avant le procès. Le bilan s'élève à 4 morts et 217 blessés[17],[18].

### 1954
- 2 décembre 1954 : Wilsele (Louvain – Ligne 36), un train charter tiré par la loco vapeur 1.001 et ramenant des supporters de football allemands du match Angleterre-Allemagne au stade de wembley déraille en franchissant à 78 km/h une bretelle d'aiguillages limitée à 30 km/h. L'accident fait 20 morts et une quarantaine de blessés[19],[20].

### 1957
- 7 juillet 1957 : Saint-Lambert (Walcourt – Ligne 136), collision à 21 h 22 entre deux autorails sur la ligne à voie unique 136. Il en résulta une trentaine de blessés dont onze gravement et parmi ceux-ci, un devait décéder quelques jours plus tard. La collision est la conséquence directe d'un précédent accident bénin qui eut lieu vers 20 h 15 au passage à niveau de Saint-Aubin entre un autorail en provenance de Florennes et une automobile. Pour permettre le transport des voyageurs occupant l’autorail accidenté et donc immobilisé le temps du constat et du dégagement de la voie, le chef de gare de Walcourt envoya un autorail de secours. Entretemps, l’autorail accidenté put repartir. Les chauffeurs s'aperçurent l'un l'autre trop tard et malgré les freinages d'urgence, la collision eu lieu le virage au lieu-dit Crève-cœur. Le chef de Gare de Saint-Lambert fut arrêté pour ne pas avoir respecté les consignes de sécurité en ce qui concerne la circulation des trains sur voie unique. Il semblerait qu’il ait reçu l’ordre de la gare de Walcourt d’arrêter, soit l’autorail de secours, soit celui accidenté, ce qu'il ne fit pas[21].

### 1959
- 9 février 1959 : Ensival (Verviers – Ligne 37), collision frontale vers 7 h 30 entre un autorail qui venait de quitter Verviers en direction de Liège et un convoi vapeur reliant Spa à Verviers. Malgré la vitesse réduite des convois, les trois agents de conduite sont décédés dans l'accident et quelques passagers furent blessés. La cause du tamponnement est le franchissement d'un feu rouge. Les trains étaient assez peu fréquentés en raison des vacances scolaires[22].

## Années 1960

### 1967
- 4 octobre 1967 : Collision entre trois trains sur la ligne 36 à hauteur de Fexhe-le-Haut-Clocher[23]. Le train omnibus 5711 (Louvain-Liège)[24] redémarre de Fexhe et doit se diriger vers Liège par la voie lente qui doublait la ligne 36 entre Fexhe et Ans et cisaillait la voie rapide vers Bruxelles. La voie rapide vers Liège devant être cédée au train semi-direct 1311 (Mons-Bruxelles-Liège)[25]. Dans l’autre sens, le train direct 812 (Verviers-Ostende)[24] rencontre un feu rouge avant les aiguillages de sortie de la gare de formation de Voroux. Il demande à la cabine de signalisation l'autorisation de franchir le feu qui lui est accordée (émission d'un bon de dépassement). Le conducteur devrait poursuivre en « marche à vue » (vitesse permettant de s'arrêter devant tout obstacle) mais ne parvient pas à s'arrêter à hauteur de l’aiguillage occupé par les dernières voitures de[réf. nécessaire] l'omnibus qu'il prend en écharpe. Le choc provoque le déraillement de la motrice qui engage le gabarit de la seconde voie de la ligne[25]. À cet instant, le semi-direct 1311 arrive de Bruxelles en sens inverse à 110 km/h. Son conducteur déclenche immédiatement un freinage d'urgence. Dans la voiture de tête, il n'a ressenti qu'un léger choc mais les parois de la quatrième voiture ont été déchirées par la motrice. L'accident fait 12 morts et 76 blessés, la plupart des victimes se trouvaient dans la quatrième voiture du semi-direct[23]. La responsabilité du conducteur du premier train, et du signaleur fut établie[réf. nécessaire]. Le fait que ce dernier soit seul dans sa cabine malgré une charge de travail accrue (certains aiguillages automatiques et appareillages de sécurité étaient hors-service à la suite d'un incident survenu la veille) fut également un élément aggravant[23].

### 1968
- 30 décembre 1968[26] : Spa (Ligne 44), déraillement de la locomotive 212.108 ayant perdu toute capacité de freinage à la suite de l'agglomération de neige sur ses sabots de freins. Celle-ci assurait une desserte de cabotage et venait de décrocher ses derniers wagons à Sart-lez-Spa. Le retour vers Spa devait donc se faire dans le sens de la descente, et le train prit progressivement de la vitesse avait de dérailler dans la courbe traversant la rue de la Sauvenière en talus. la locomotive s'écrasa lourdement en contrebas, Les deux agents qui se trouvaient à son bord sont décédés. Cette section, qui était en exploitation simplifiée depuis l'abandon de la desserte voyageurs (à l'exception de quelques trains charter pour le circuit de Francorchamps) fut déclassée dans la foulée[27].

### 1969
- 25 mars 1969 : La Louvière (ligne 116), le train La Louvière - Bruxelles démarre malgré un feu rouge alors qu'un train venant de Bruxelles[28] arrive dans l’autre sens. Les deux trains entrent en collision entre la gare et les usines Gustave Boël, dont le personnel aidera à désincarcérer les victimes[29]. Il y a 9 morts[30], tous à bord du premier train (bilan porté à 15 après le décès de plusieurs blessés) et une centaine de blessés[28].
- 25 septembre 1969 : Lembeek (Halle – Ligne 96), un camion est bloqué sur un passage à niveau. Le train international E285 en provenance de Paris, tracté par la CC 40106 de la SNCF (en service depuis quelques mois à peine) déraille et verse dans le talus. Les deux conducteurs décèdent. La machine restera longtemps là, vu qu'il était impossible de l'en sortir avec une grue de relevage sur rail. La SNCF demande à la SNCB de la dédommager, ce qui fut fait lors de la commande des série 18 SNCB, cousines des CC 40100[31].
- 10 octobre 1969 : Sclaigneaux (Andenne – Ligne 125), le train international Paris - Hambourg entre en collision avec les derniers wagons d’un train de marchandises[32] qui stationnait en attente d'une manœuvre de refoulement vers les carrières de Seilles. La locomotive, une type 205/série 55, déraille et percute une maison inoccupée en contrebas avant de prendre feu[33]. Le feu se communique à la première voiture, une voiture I1 datant des années 1930, qui a également déraillé et a heurté l’arrière de la locomotive, l’avant de la deuxième voiture (une DEV de la SNCF) et la rame de wagons de marchandises[32]. On releva cinq morts (dont deux en cabine de conduite) et de nombreux blessés[33]. La visibilité très mauvaise en raison du brouillard[29], semble avoir causé l'erreur funeste du conducteur (qui accueillait des élèves en cabine et est décédé dans l’accident)[28].

## Années 1970

### 1970
- 11 septembre 1970 : Waesmunster (Ligne 59), un autorail de la série 40 entre en collision avec un camion immobilisé sur le passage à niveau (aujourd'hui supprimé) de la Beulestraat. Les deux premières voitures déraillent, la cabine de conduite de l'autorail est enfoncée. On ne dénombre pas de décès, mais le conducteur et un passager sont gravement blessés, et plusieurs autres passagers doivent être soignée plus superficiellement[34].

### 1974
- 15 août 1974 : Luttre (Pont-à-Celles – Ligne 124), 19 h 12, la rame de quatre automotrices classiques (les 160, 021, 028 et 012) assurant le train Charleroi – Bruxelles – Anvers, déraille alors qu'elle roulait à vive allure (116 km/h), après avoir marqué l'arrêt à Luttre. La troisième voiture dévale le talus alors que la suivante s'enchevêtre dans la structure métallique d'un pont et prend feu. Le conducteur était bien engagé sur le pont avec la tête de son convoi lorsqu'il a ressenti un fort choc (qui est survenu à hauteur de la troisième voiture). Il est apparu que plusieurs conducteurs de trains ayant circulé sur le pont avant l'accident avaient signalé avoir ressenti un choc et demandé une intervention. On dénombre 18 victimes (dont la compositrice Jane Vignery) et 48 blessés éparpillés dans le convoi, aux alentours et même dans le canal. S'il n'y a pas d'explication officielle, l'entretien de l'infrastructure fut mis en cause[35]. Le dernier cadavre, Madame Lisart-Douchie, fut extrait des ferrailles de la voiture 4, le 26 août 1974[36].
- 6 novembre 1974 : Accident entre un train et un bus scolaire sur un passage à niveau à Kortemark (province de Flandre-Orientale)[37]. Il y a 6 morts.

### 1975
- 27 février 1975 : Lillois (Nivelles – Ligne 124), l'accident a impliqué un train devant assurer une relation au départ de Braine l'Alleud, vers le sud (Nivelles). La rame de ce train est arrivée à vide de Nivelles et fut reçue à Braine sur une voie (la voie 1) qui n'était pas équipée pour accueillir des trains vers Nivelles (alors que ce train devait bien repartir dans ce sens). Il n'y avait d'ailleurs pas de signal de départ sur ce quai pour ce sens de circulation. L'erreur serait à mettre sur le compte du manque d'expérience du signaleur qui desservait la gare de Braine depuis quelques jours seulement, et qui le faisait seul. Aucun des intervenants (conducteur, accompagnateur, personnel de la gare) n'a relevé le problème. Le conducteur n'avait eu que quelques minutes pour effectuer les opérations de remise en tête et aucune aiguille n'ayant été repositionnée, le train est reparti sur la voie par laquelle il était arrivée (à contrevoie donc), mais où un autre convoi lui avait succédé. Comble de malchance, les deux convois sont entrés dans le même bloc au même moment, mais en sens inverse. Ils ont donc rencontré un double feu orange et non un feu rouge (puisqu'aucun train ne s'y trouvait encore). Le convoi « fautif » était composé de trois automotrices classiques (AM 656, 239 et 670). L'autre en comptait quatre (AM 152, 007, 710 et 730). La caisse de l’AM 007 a été complètement rasée à hauteur du plancher par les deux automotrices suivantes qui sont « montées dessus ». L'accident est survenu à hauteur de Lillois et a fait deux morts et une vingtaine de blessés, ce qui aurait pu être bien pire vu les importants dégâts à l'automotrice 007[réf. nécessaire].
- 12 juin 1975 : Ghlin (Mons – Ligne 96), le train international 282 assurant la liaison entre Bruxelles et Paris s'apprête à marquer l'arrêt à Mons et passe à hauteur des aiguillages donnant accès à la ligne industrielle 247 (vers Baudour). L'une des voitures déraille alors, et la voiture restaurant vient s'enrouler autour d'un poteau de caténaire, alors que les voitures suivantes dévalent le talus de la voie. On dénombre un mort et plusieurs blessés[38].

### 1976
- 27 juin 1976 : Neufvilles (Soignies – Ligne 96), les dernières voitures du train International Amsterdam – Bruxelles – Paris déraillent à la suite de la déformation d'un aiguillage. L'enquête a mis en évidence l'utilisation d'une tringlerie défectueuse. L'atelier responsable de leur fabrication étant dépassé par la demande, les services responsables de l'assemblage des appareils de voie en avaient réalisé avec un métal inapproprié. Le bilan est de 11 morts et 38 blessés[39].

### 1979
- 26 mars 1979 : Kapellen (Ligne 12), un convoi transportant une attraction foraine ne parvient pas à libérer le PN 25. Le conducteur et des proches voyageant dans un autre véhicule remontent la voie dans les deux directions afin de faire signe aux conducteurs d'éventuels trains en approche. A 17h08, le train international E130 Bruxelles – Anvers - Amsterdam surgit à pleine vitesse et percute la semi remorque. Le conducteur a juste le temps de se réfugier dans sa salle des machines. La locomotive est entraînée par le tracteur sur le bas côté et fauche l'un des forains. Il sera la seule victime létale, les voitures étant restées debout dans l'axe de la voie[40].

## Années 1980

### 1982
- 13 juillet 1982 : Aalter (Ligne 50A), un train direct assuré par des Automotrices Break ne respecte pas un signal fermé et emboutit un omnibus constitué de voitures K datant des années trente. L'accident fait 5 morts et une trentaine de blessés[41].

### 1988
- 11 mars 1988 : Lot (Ligne 96), un train déraille sur un aiguillage menant à un raccordement industriel. Les ouvriers qui étaient intervenus sur ce dernier n'ont pas respecté les procédures de sécurité. Le jugement établira plusieurs dysfonctionnements en matière d'organisation des travaux. La voie n'était pas neutralisée durant le chantier et le responsable de l'infrastructure n'avait pu superviser le chantier à cause d'une autre intervention. L'accident fera un mort et une trentaine de blessés[42].

## Années 1990

### 1991
- 5 octobre 1991 : Dalhem (accident ferroviaire du Li trimbleu – train touristique) 7 personnes ont trouvé la mort dans un accident survenu sur le train touristique assurant la navette entre Blegny-Mine et Mortroux. L'accident a également fait une trentaine de blessés. L'attraction était très fréquentée, en raison de la journée train-tram-bus. Ayant constaté des problèmes de freinage, le machiniste — qui opérait seul l'ensemble du convoi — avait quitté son train afin d'aller demander de l'aide par téléphone, sans effectuer les élémentaires procédures d'immobilisation (frein à vis, cale). Le train — constitué d'un locotracteur et de remorques à bogies ex-SNCV — avait alors dévalé une pente avant de dérailler[43].

### 1992
- 13 mai 1992 : Hatrival (Ligne 162) : Il est 3h25 du matin lorsqu’un train de marchandises Hasselt - Stockem perd cinq wagons chargés de conteneurs remplis de sacs d’amiante dans la montée. Le freinage automatique ne s’est pas enclenché et les cinq wagons dévalent la pente avant d’entrer en collision avec un autre train de marchandises à la hauteur de la gare d’Hatrival. Les deux conducteurs ont eu le temps de quitter la cabine mais la locomotive de tête (2020) est détruite et la deuxième locomotive (2307) est endommagée au-delà de toute réparation et la cargaison d’amiante s’est partiellement répandue dans la nature[44].
- 5 août 1992 : Boussu-Haine, un train de voyageurs composé de 4 voitures (deux AM80 doubles, avec l'automotrice 343 en tête) déraille à un passage à niveau situé dans la ville de Boussu, près de Saint-Ghislain. Ce train IC qui faisait la dorsale wallonne (Liège - Tournai) venait de quitter la gare de Saint-Ghislain quand, à hauteur d'un premier passage à niveau équipé du seul signal sonore et lumineux, une automobile coupe la voie au train. La voiture de tête percute l'automobile et la traîne sur quelques mètres avant que celle-ci soit bloquée par un pylône. La première voiture, qui s'est désolidarisée des autres, est sortie des voies et s'est couchée sur son flanc à hauteur du second passage à niveau. Les autres voitures ont poursuivi le long de la voie ferrée et la seconde s'est alors couchée sur son flanc, écrasant une automobile qui était arrêtée au second passage a niveau et tuant sa conductrice. Dans le train, on dénombre quelques dizaines de blessés +/- légers, dont une quinzaine de louveteaux de Haine-Saint-Pierre (La Louvière) qui partaient en camp scout[45].

### 1994
- 6 octobre 1994 : Halanzy (Ligne 165), collision frontale entre deux trains de marchandise par un épais brouillard. Cinq conducteurs (dont plusieurs des CFL qui étaient en étude de ligne à la suite de l'ouverture de la « courbe d'Aubange » et leur venue sur l'Athus-Meuse) ont été blessés. L'accident est survenu à faible vitesse. L'une des voies était hors service pour cause de travaux et il apparait que l'agent de signalisation a par erreur envoyé le second train sur la voie occupée par le premier. Sur les quatre motrices diesel des séries 52 et 53, les 5202 et 5310 ont été radiées[46]. L'un des trains était composé de citernes de produits pétroliers dont certaines ont déraillé et se sont fissurées sous le choc ; elles étaient vides. L'autre train, circulant dans le sens nord – sud, emmenait 2 000 tonnes de minerai vers la sidérurgie luxembourgeoise (Esch-sur-Alzette)[47].

### 1996
- 11 avril 1996 : Roulers (Roeselaere – Ligne 66), un camion perd une barre métallique sur un passage à niveau. Celle-ci se coince dans les rails et provoque le déraillement d'une automotrice. 54 blessés et deux morts[48].
- 22 mai 1996 : Anderlecht (Ligne 50A), des jeunes gens « jouaient » à précipiter des blocs de béton sur les trains passant en contrebas d'un pont. Le conducteur du train InterCity Gand – Bruxelles – Namur a été tué sur le coup par l'un de ces blocs qui a pulvérisé son pare-brise. L'accompagnateur qui était à ses côtés fut blessé et fortement choqué[49].

### 1997
- 27 décembre 1997 : Sclaigneaux (Andenne – Ligne 125), un Intercity Liège – Namur – Mouscron est entré en collision avec un véhicule sur un passage à niveau. Le train, l'automotrice "Break" 412, a ensuite déraillé et l'élément de tête s'est encastré dans une habitation, occasionnant d’importants dégâts à la cabine de la motrice de tête[50]. Les deux occupants du véhicule sont décédés. La maison était inoccupée au moment de l'accident et a par la suite été démolie. La moitié de la soixantaine de passagers ont été légèrement blessés[51].

### 1998
- 9 mars 1998 : entre Gedinne et Vonêche (Ligne 166) le train 3632 (Bertrix - Dinant) assuré par l’autorail 4507 s’immobilise après avoir percuté un cerf mais une erreur de dispatching envoie un train de travaux remorqué par la 5215 sur la même section. Les deux trains entrent en collision et 22 occupants sont blessés. Le 4507 est endommagé au delà de toute réparation[52].
- 29 mars 1998 : Renaix (Ronse – Ligne 86), vers 6 h 45 : la remorque d'un convoi exceptionnel s'était détachée sur les voies, à un passage à niveau, et le chauffeur n'a pas eu le temps de l'y enlever. La locomotive a déraillé après avoir percuté l'engin, et la première des deux voitures M2 qu'elle tractait s'est couchée sur le flanc. Le train n'avait pas encore embarqué de passagers, et seul le conducteur fut légèrement blessé. Les dégâts matériels sont par contre très importants : la locomotive de tête ainsi que deux voitures ont été réformées[53].
- 30 avril 1998 : Bas-Oha (Andenne – Ligne 125), vers 21 h 10, un éboulement de près de 6000 tonnes de schiste a provoqué le déraillement du train IR 2144 Charleroi - Liers. Le train, composé d'une AM66, venait de quitter la gare d'Andenne lorsque l'éboulement s'est produit, et le signal de sécurité n'a donc pas eu le temps de se mettre au rouge. L'automotrice 663 est montée sur l'énorme tas de roche avant de quitter la voie. Parmi la vingtaine de passagers, on ne compte que quinze blessés légers, dont un a dû être opéré pour fractures. Les dégâts matériels sont très importants, et la SNCB va procéder à l'analyse de la roche pour éviter d'autres chutes de pierres[54].
- 12 décembre 1998 : Coo (Ligne 42), vers 17 h 15, Le train InterRegio 4016 reliant Liège à Gouvy a percuté des rochers de schiste tombés sur la voie depuis une falaise. La motrice n'a pu freiner à temps et s'est encastrée dans l'amas de pierre. Il y a eu une vingtaine de blessés légers à bord du train, qui ont été emmenés vers un centre de crise établi à Coo. Les dégâts matériels sont assez importants : la motrice, HLD 5526, a été détruite. Quant aux voitures M2, elles sont aptes à reprendre le service. Le trafic sur la ligne 42 a dû être interrompu trois jours après cet éboulement, vraisemblablement dû à un dégel trop rapide de la neige tombée quelques jours auparavant[55].